# ريوما نيشيمورا
ريوما نيشيمورا (باليابانية: 西村 竜馬) (مواليد 2 يوليو 1993)، هو لاعب كرة قدم ياباني سابق كان يلعب كمدافع.

## وصلات خارجية
- ريوما نيشيمورا على موقع رابطة كرة القدم اليابانية للمحترفين (اليابانية)
- ريوما نيشيمورا على موقع قاعدة بيانات كرة القدم.إي يو (الإنجليزية)
- ريوما نيشيمورا على موقع Soccerway.com (الإنجليزية)
- ريوما نيشيمورا على موقع عالم كرة القدم.نت (الإنجليزية)
- ريوما نيشيمورا على موقع كووورة